# Isuzu Super Cruiser
Der Isuzu Super Cruiser war ein großer Reisebus von Isuzu.

## Vorgänger
- CRA/CSA (1976)
- K-CRA/CSA (1980)
- P-LV219 (1984)

### Bilder

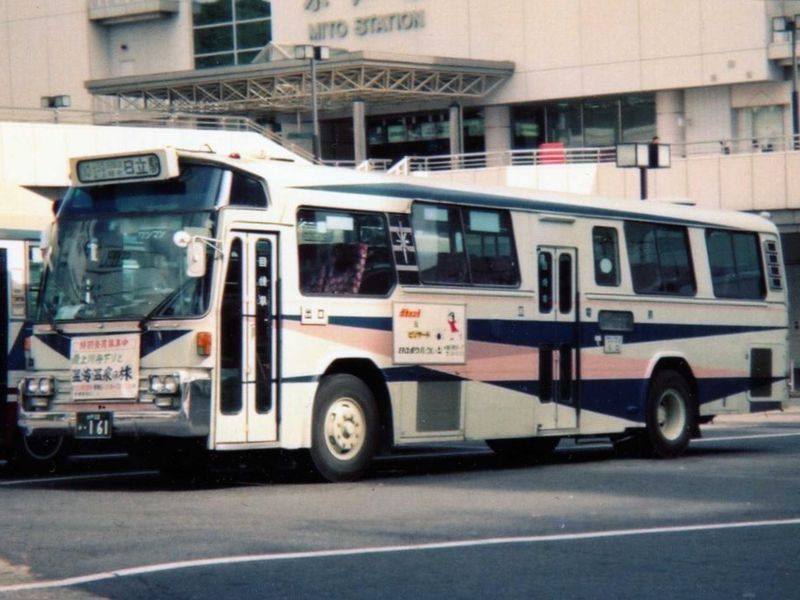
CRA CRA650
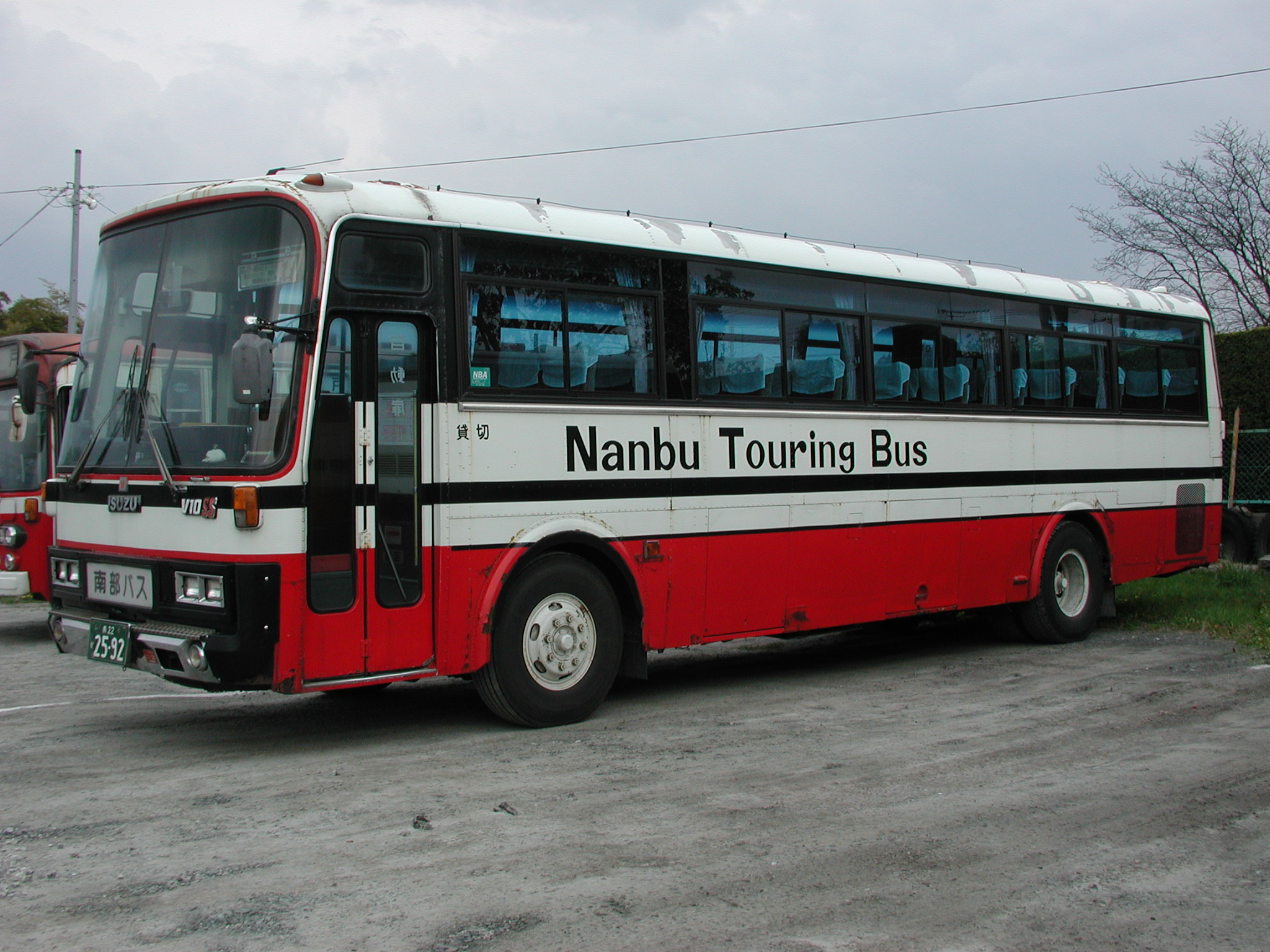
CSA K-CSA650
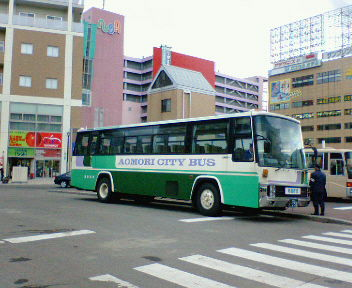
LV219 P-LV219S

## Modelle
- P-LV719 (1986)
- U-LV771 (1990)
- KC-LV781 (1995)

### Bilder

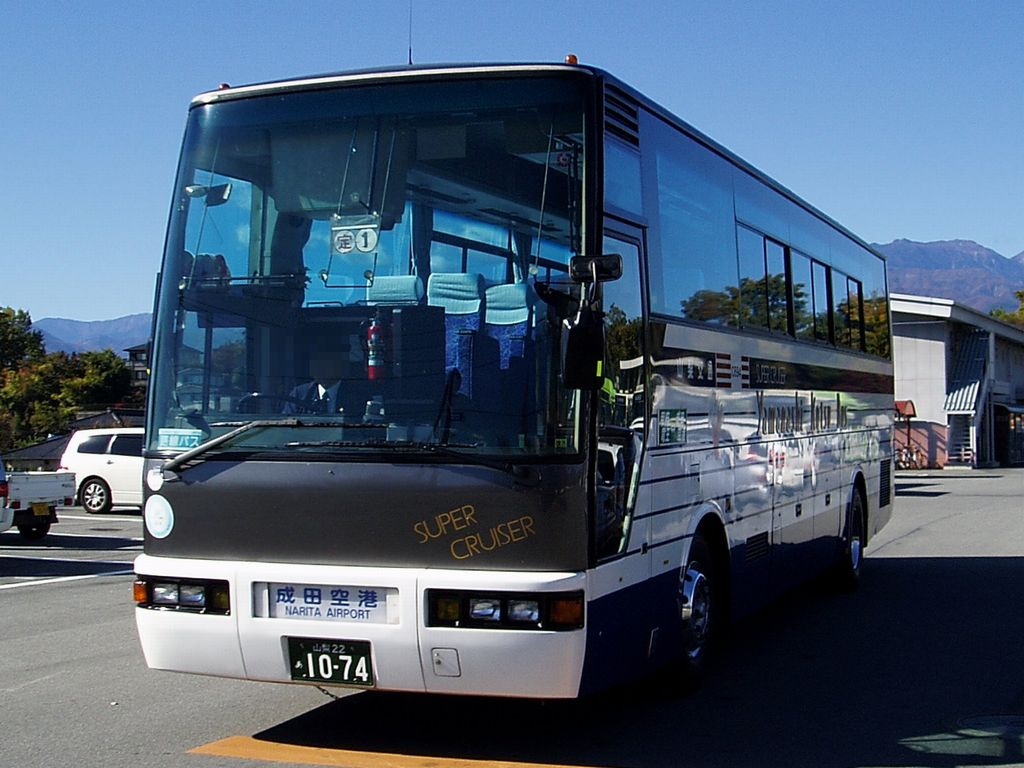
Super Cruiser SHD P-LV719R
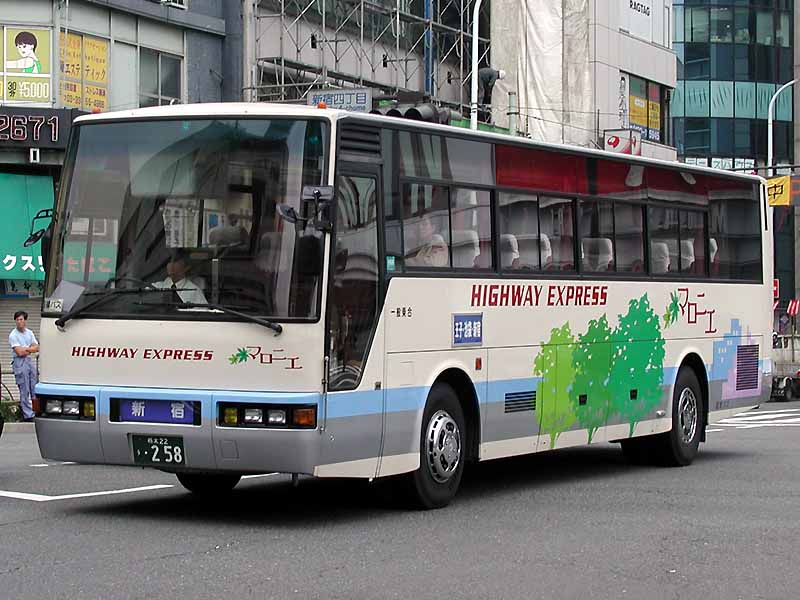
Super Cruiser HD P-LV719R
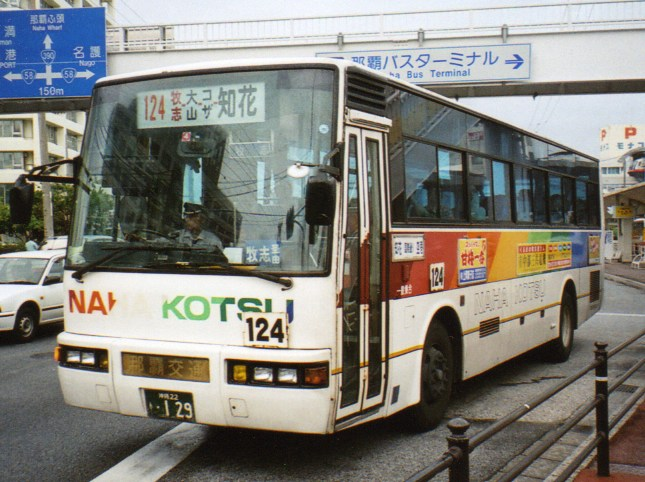
Super Cruiser HD 11.3 m P-LV719N
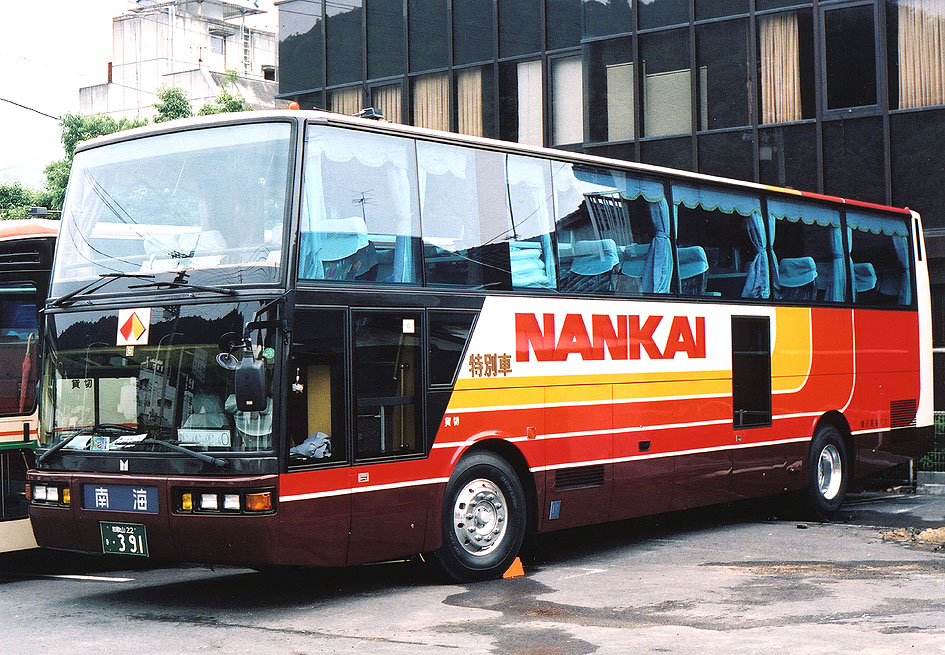
Super Cruiser UFC U-LV771R
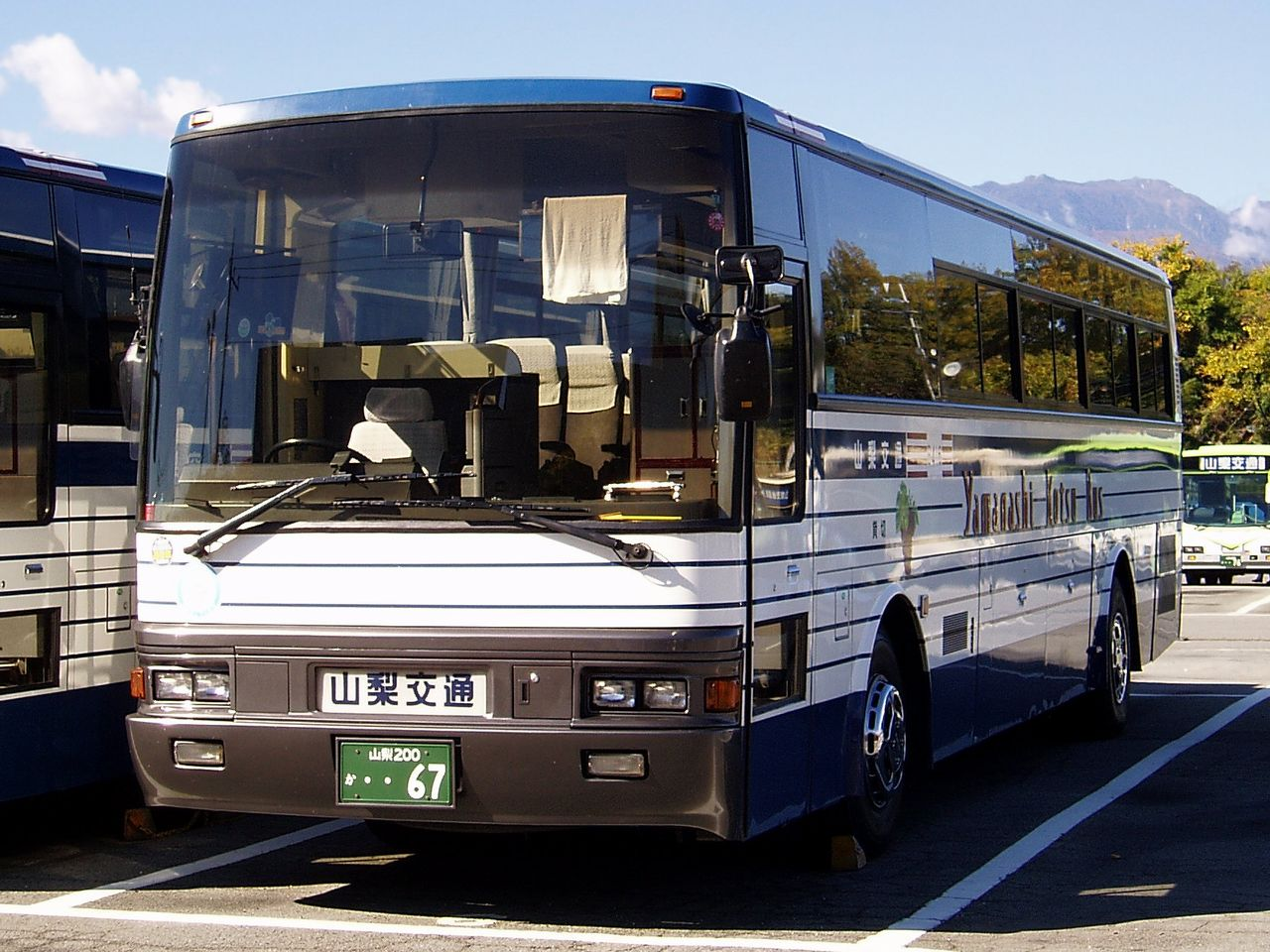
Super Cruiser U-LV771R HD mit FHI HD-1 – Aufbau
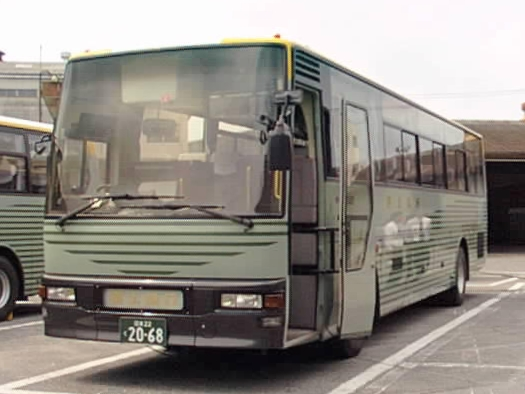
Super Cruiser HD U-LV771R
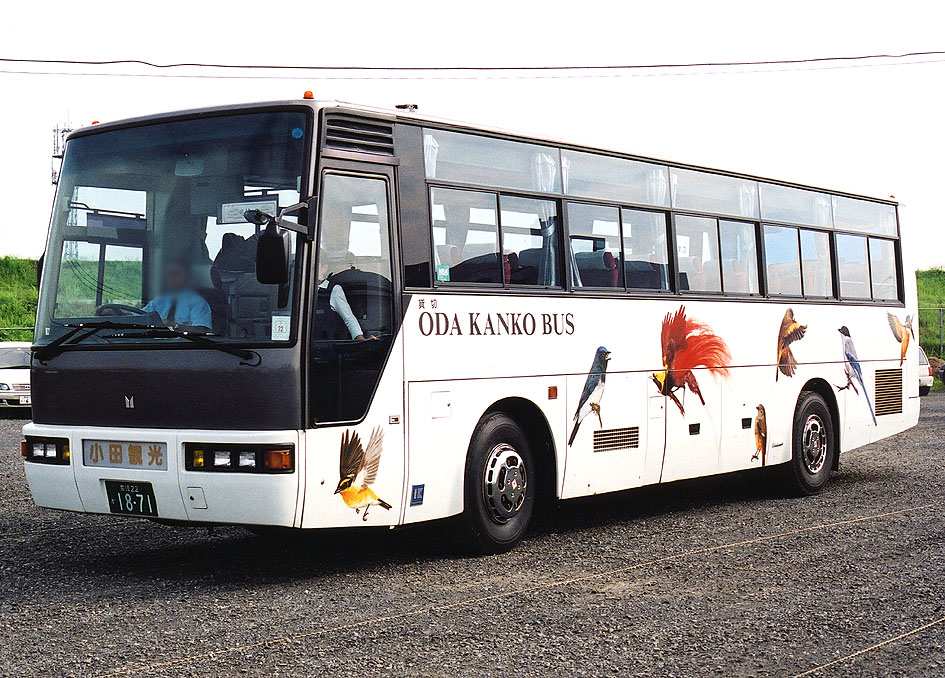
Super Cruiser HD 11.3 m U-LV771N
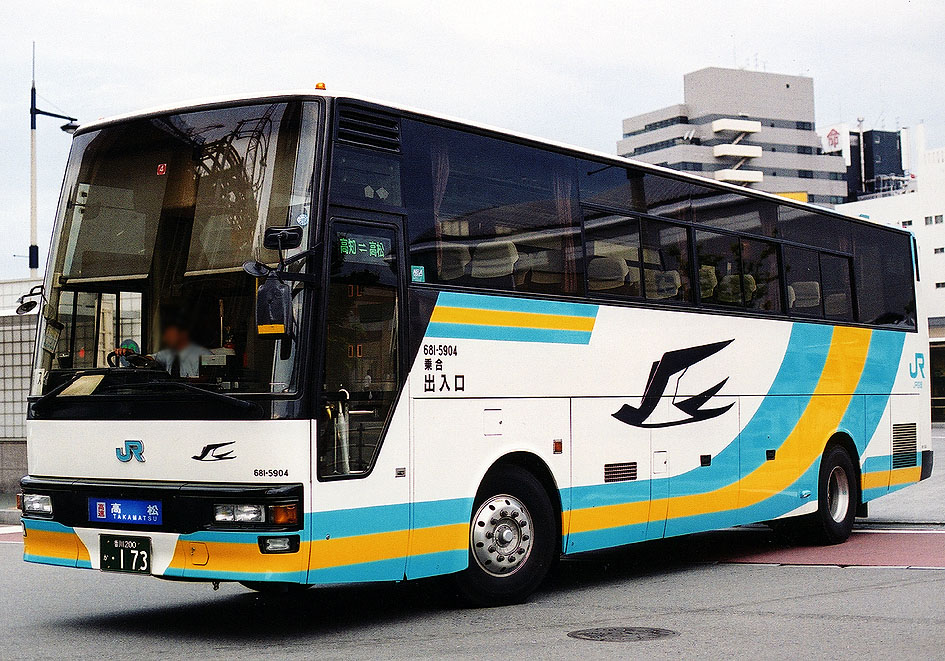
Super Cruiser SHD KC-LV781R
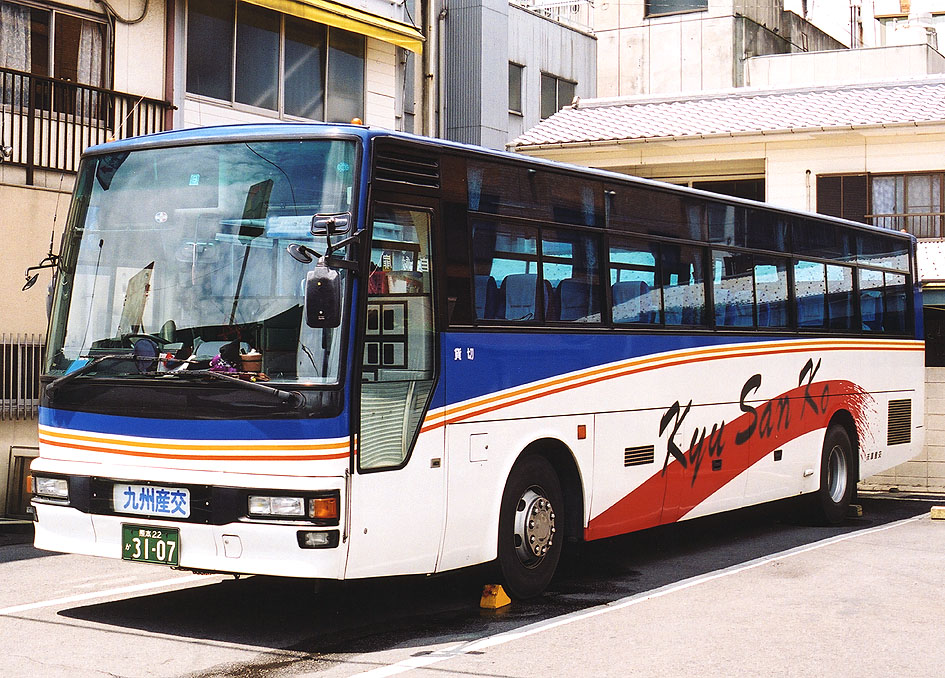
Super Cruiser HD KC-LV781R
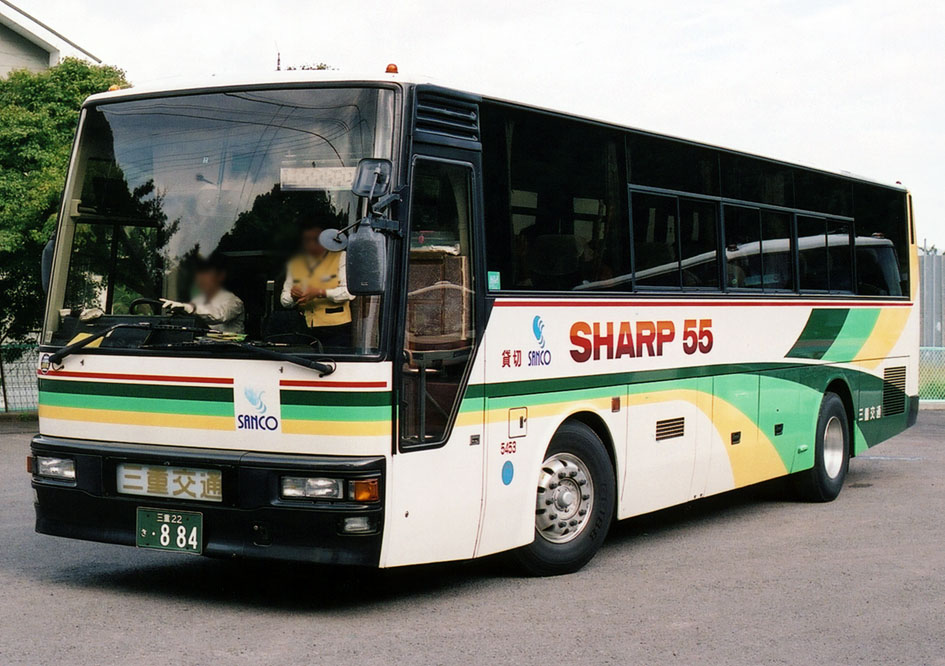
Super Cruiser HD 11.3 m KC-LV781N
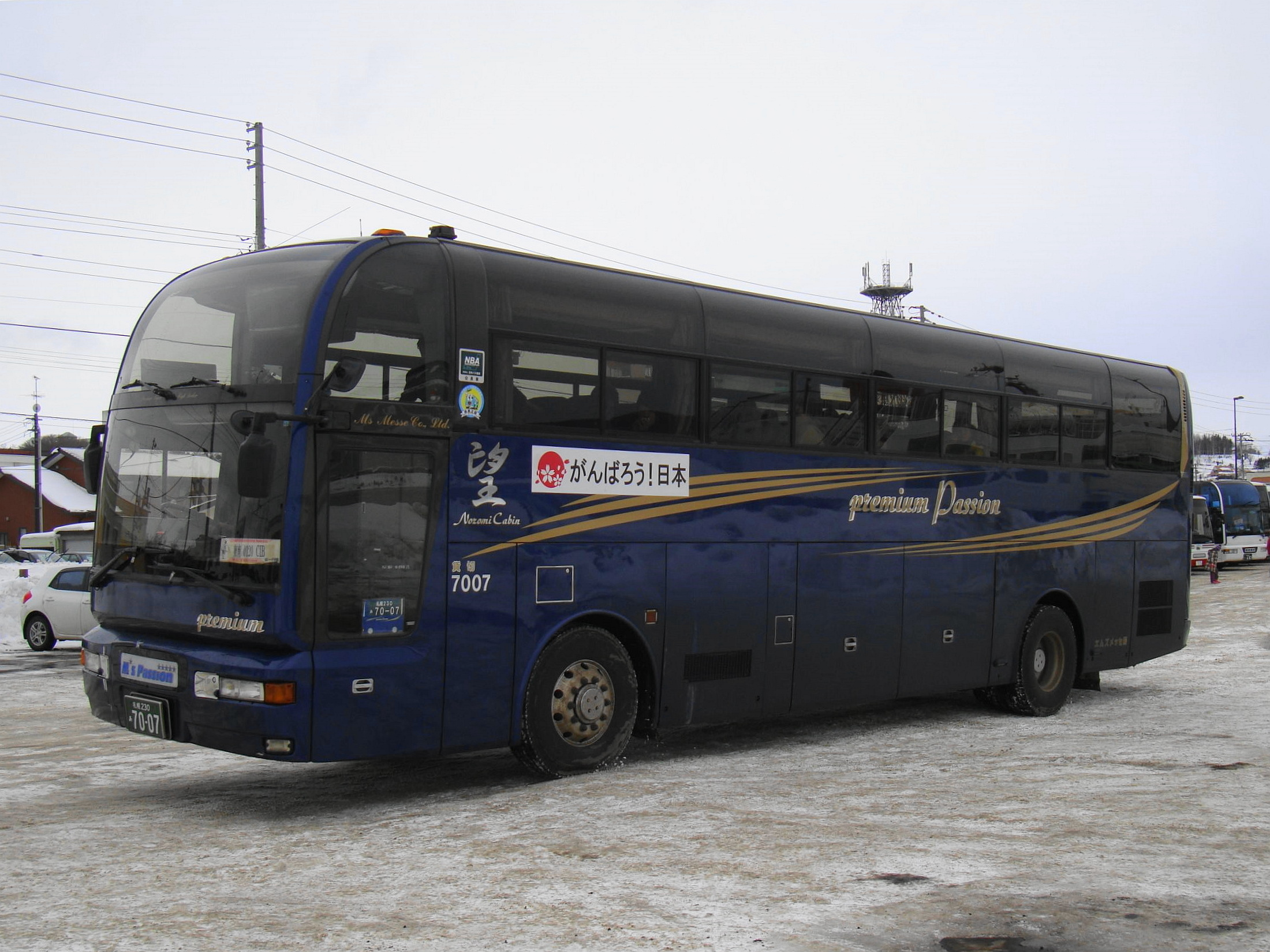
Super Cruiser KC-LV781R SHD mit FHI 7S – Aufbau
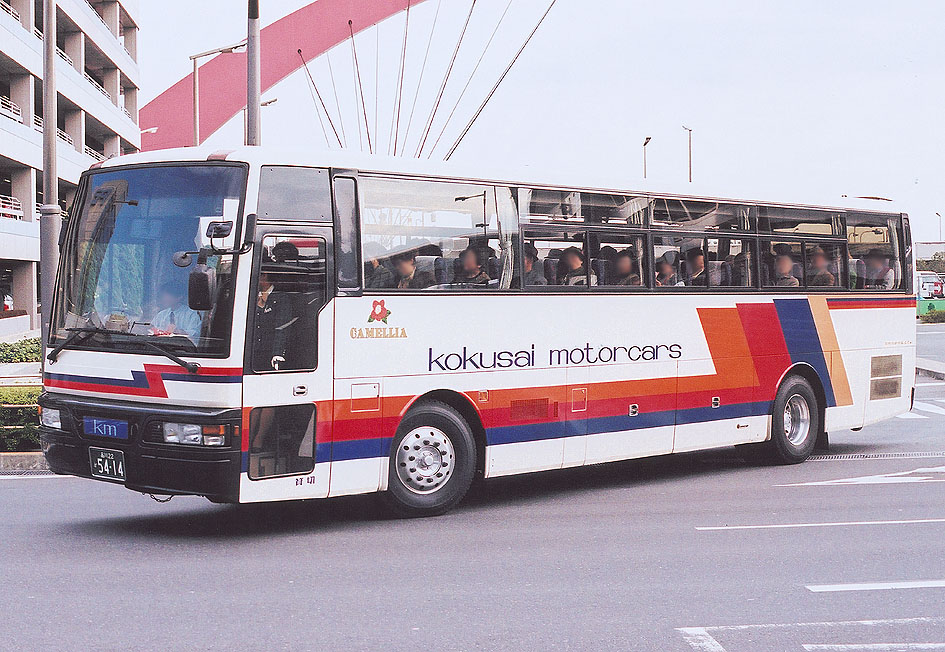
Super Cruiser KC-LV781R HD mit FHI 7HD – Aufbau

## Modellpalette
- HD (Hochdecker) 12 m、11.3 m
- SHD (Super-Hochdecker) 12 m
  - UFC (Super-Hochdecker mit Unterflurcockpit) 12 m